# Vizela
Vizela es una ciudad portuguesa del distrito de Braga, región estadística del Norte (NUTS II) y comunidad intermunicipal del Ave (NUTS III), con cerca de 10 000 habitantes.
Es sede de un municipio con 23,92 km² de área y 23 901 habitantes (2021), subdividido en cinco freguesias. El municipio limita al norte y al oeste con el municipio de Guimarães, al este con Felgueiras y al sur con Lousada. Fue creado como municipio y ciudad el uno de septiembre de 1998 por desmembramiento de varias freguesias de Guimarães, Lousada y Felgueiras.

## Demografía
| Gráfica de evolución demográfica de Vizela entre 2001 y 2021 |
|                                                              |
| Datos según el nomenclátor publicado por el INE portugués.   |

## Organización territorial
El municipio de Vizela está formado por cinco freguesias:
- Caldas de Vizela
- Infias
- Santa Eulália
- Santo Adrião de Vizela
- Tagilde e Vizela (São Paio)